# Last Kiss
«Last Kiss» — пісня Вейна Кокрена, написана на початку 1960-х років, найбільш відома у виконанні гуртів J. Frank Wilson and the Cavaliers та Pearl Jam.

## Історія створення
Автором і першим виконавцем пісні став Вейн Кокрен, ритм-енд-блюзовий співак з Барнсвілла, штат Джорджія. Кокрен написав її після жахливої автомобільної аварії, в якій загинули три підлітки. Своєю тематикою композиція нагадувала інший хіт «Teen Angel» Марка Діннінга, що входив до п'ятірки кращих пісень США 1960 року. Щодо музичної складової, пісня поєднувала в собі найкращі зразки рокабілі та кантрі-музики.

## Версія Дж. Френка Вілсона та The Cavaliers
«Last Kiss» потрапила до ротації на радіо, де її почув музичний менеджер Сонлі Роуш. Той знаходився в пошуках хітової пісні для своїх підлеглих, рок-н-рольного гурту J. Frank Wilson and the Cavaliers. Роуша не дуже зворушила сама історія, проте пісня ставала дедалі популярнішою в техаській Одессі, тому він вирішив додати її до репертуару власного гурту.
В 1964 році Дж. Френк Вілсон та гурт Cavaliers записали пісню, залишивши версію Кокрена майже без змін, та видали її на одразу трьох лейблах. Пісня стала досить популярної та піднялась на п'яте місце в хіт-параді Billboard. В жовтні 1964 року Роуш заснув за кермом і врізався в вантажівку. Трагічна смерть і її обставини призвели до чергового сплеску інтересу до пісні, і в листопаді 1964 року «Last Kiss» досягла другого місця в американському національному пісенному чарті Billboard Hot 100, поступившись лише «Baby Love» The Supremes. Протягом багатьох років вона залишалась найбільшим хітом Дж. Френка Вілсона, аж доки він не помер від алкоголізму в 1991 році.

## Версія Wednesday
В 1973 році кавер-версію «Last Kiss» записав канадський гурт Wednesday. Вона досягла другого місця в канадському тижневому чарті, а також опинилась на 27 місці у списку найкращих пісень року. В 1974 році вона піднялась на 34 позицію в американському чарті Billboard Hot 100.

## Версія Pearl Jam
В 1998 році американський рок-гурт Pearl Jam записав власну версію пісні, видавши її разом з іншим кавером «Soldier of Love» на різдвяному синглі для членів фан-клубу. Вокаліст Едді Веддер захопився піснею після того, як натрапив на платівку The Cavaliers в музичному магазині. Згодом вона потрапила на збірку No Boundaries, благодійний альбом для допомоги біженцям з Косово, а 3 травня 1999 року вийшла окремим синглом. «Last Kiss» стала найбільш успішною піснею Pearl Jam за всю кар'єру, досягнувши другого місця в хіт-параді Billboard Hot 100 та вже за місяць отримавши «золотий диск» від RIAA з пів мільйонами проданих примірників. Вона майже стала рекордсменом серед усіх Top 2 пісень за кількістю подоланих сходинок в чарті, піднявшись на 2 місце з 49-го (нездоланним залишився сингл Доменіко Модуньйо «Volare», що 1958 року піднявся з 54 на 2 місце).